# Droga wojewódzka 544
Die Droga wojewódzka 544 (DW 544) ist eine 164 Kilometer lange Droga wojewódzka (Woiwodschaftsstraße) in der polnischen Woiwodschaft Kujawien-Pommern, der Woiwodschaft Ermland-Masuren und der Woiwodschaft Masowien, die Brodnica und Ostrołęka verbindet. In Brodnica ist über die Droga krajowa 15 der Anschluss an Toruń und den Westen Polens möglich. Sie liegt im Powiat Brodnicki, im Powiat Działdowski, im Powiat Mławski, im Powiat Ciechanowski, im Powiat Przasnyski, im Powiat Makowski und im Powiat Ostrołęcki.

## Straßenverlauf
Woiwodschaft Kujawien-Pommern, Powiat Brodnicki
-  Brodnica (Strasburg in Westpreußen/Strasburg an der Drewenz) (DK 15)
-  Brücke (Drwęca)
-  Brodnica (Strasburg in Westpreußen/Strasburg an der Drewenz) (DW 560)
-  Bahnübergang (Bahnstrecke Działdowo–Chojnice)

Woiwodschaft Ermland-Masuren, Powiat Działdowski
-  Lidzbark (Lautenburg) (DW 541)
- Cibórz (Ciborz, 1942–45 Stieber)
- Wielki Łęck (Groß Lensk)
- Przełęk (Przellenk)
- Gródki (Grodtken)
- Wysoka (Hohendorf)
-  Bahnübergang (Bahnstrecke Działdowo–Chojnice)
-  Kreisverkehr, Działdowo (Soldau) (DW 545, DW 542)

- Kisiny (Kyschienen)
- Iłowo-Osada (Illowo)
-  Brücke (Mławka)
- Mławka

Woiwodschaft Masowien, Powiat Mławski
- 073,1 km  Mława (Mielau) (DW 563)
- 073,2 km  Bahnübergang (Bahnstrecke Warszawa–Gdańsk)
- 077,8 km  Mława (Mielau) (DK 7, E 77)
- 079,4 km  Szydłowek (DW 615)

Woiwodschaft Masowien, Powiat Ciechanowski
- 094,4 km  Grudusk (DW 616)
- 094,8 km  Grudusk (DW 616)
- 073,2 km  Bahnübergang (Bahnstrecke Mława–Przasnysz)

Woiwodschaft Masowien, Powiat Przasnyski
- 112,6 km  Przasnysz (Pezaßnitz) (DW 617)
- 113,4 km  Kreisverkehr, Przasnysz (Pezaßnitz) (DK 57)
- 113,4 km  Przasnysz (Pezaßnitz) (DW 617)
- 118,6 km  Brücke (Murawką)

Woiwodschaft Masowien, Powiat Makowski
- 132,4 km  Brücke, Krasnosielc (Orzyc)

Woiwodschaft Masowien, Powiat Ostrołęcki
- 153,0 km  Nowa Wieś (Pezaßnitz) (DW 626)
- 161,7 km  Brücke (Omulew)

Woiwodschaft Masowien, Kreisfreie Stadt
- 164,0 km  Ostrołęka (Ostrolenka) (DK 61)